# Argyrosticta triangularis
Argyrosticta triangularis är en fjärilsart som beskrevs av Embrik Strand 1921. Argyrosticta triangularis ingår i släktet Argyrosticta och familjen nattflyn. Inga underarter finns listade i Catalogue of Life.